# جيمس ثوربورن
جيمس ثوربورن هو طبيب وجراح كندي، ولد في 21 نوفمبر 1830، وتوفي في 26 مايو 1905.